# كلفن أبريفا
كلفن أبريفا ( من مواليد 9 ديسمبر 2003) هو لاعب كرة قدم محترف يلعب في مركز قلب الدفاع لنادي ريدينغ. ولد في إيطاليا، وهو لاعب دولي للشباب في غانا.